# Celtas Cortos
Celtas Cortos es un grupo español de rock con influencias celtas fundado en 1986 en la ciudad de Valladolid. Durante su carrera han llegado a vender más de dos millones de discos de sus distintos trabajos, lo que los convierte en uno de los grupos españoles con más éxito comercial de todos los tiempos.

## Historia

### Los inicios

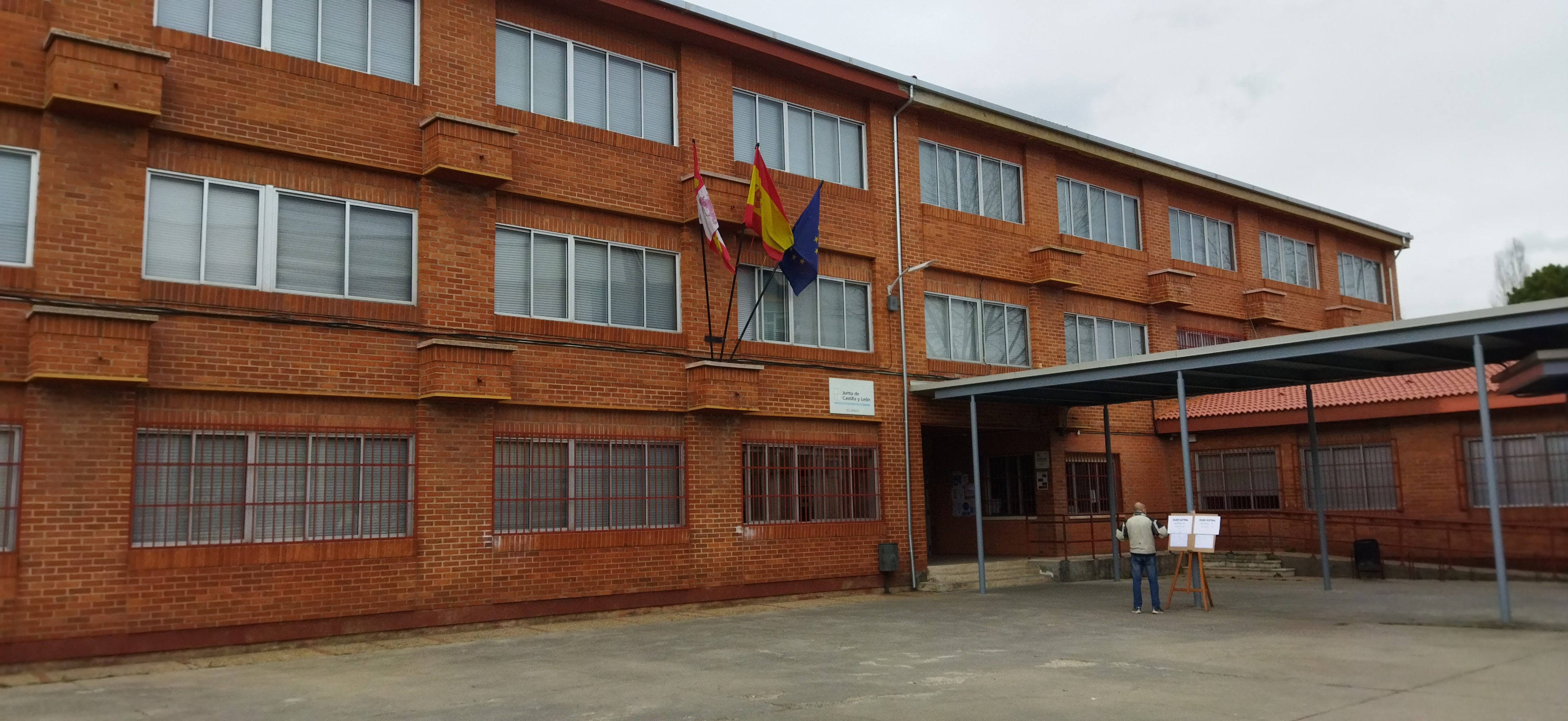
El Instituto Delicias de Valladolid, ubicado en el barrio homónimo

Las raíces de Celtas Cortos se remontan a finales de 1984 cuando en el Instituto Delicias de Valladolid coinciden como estudiantes cuatro de sus miembros fundadores: Goyo Yeves, César Cuenca, Carlos Soto y Óscar García que, junto a Luis M. de Tejada, un profesor de francés de la institución, conforman el Colectivo de Música del Instituto Delicias, nombre bajo el cual comienzan a interpretar música folk. Poco después dos chicas se unen al grupo creando la formación Páramo, bajo la que interpretaban música castellana y que tuvo una corta duración en el tiempo.
Paralelamente Carlos Soto formaba parte de otro grupo bastante conocido en los circuitos regionales denominado Almenara y del que a su vez era miembro integrante Jesús Cifuentes a la guitarra española y bajo el que publicaron un disco llamado "Desde aquel día de Abril... (Amapolas Comuneras)" en 1984. Poco después ingresan en Almenara Nacho Castro a la batería y Luis M. de Tejada al violín por lo que en Almenara se juntaron cuatro de los miembros fundadores de Celtas Cortos.
En 1986 los 5 miembros masculinos de Páramo acompañados por Jesús Cifuentes y Nacho Castro de Almenara, además de por Fernando, un amigo de César que se hace cargo de los teclados, deciden presentarse a un concurso organizado por la discoteca Sheraton de Valladolid. El nombre que eligen para concursar es el de Colectivo Eurofolk y finalmente resultan ganadores del concurso, lo que les reportó 100.000 pesetas (600 euros) y los llevó a no disolver la banda tras el concurso como era la idea inicial.
Tras decidir que se hacía necesario un cambio de nombre, finalmente el elegido es Celtas Cortos, haciendo honor a la popular marca de tabaco sin filtro que fumaba el batería Nacho Castro, quien propuso el nombre, sin que su intención inicial fuese más allá de la mera broma.

#### Así es como suena: folk joven
En 1987 son seleccionados para participar en un concurso organizado por la Junta de Castilla y León en colaboración con RNE cuyo premio era grabar un disco compartido con otras dos bandas. Finalmente resultan vencedores por lo que, junto a los grupos de folk Ágora y Yedra publican Así es como suena: folk joven. En este el que interpretan tres temas instrumentales y que desde entonces sería denominado como "disco cero" por los propios integrantes de la banda. Del disco solo se editaron 500 copias que nunca se pusieron a la venta sino que fueron regaladas de forma promocional por lo que hoy en día es una pieza de coleccionista.

### Su primera discográfica: Twins
En 1988 graban una maqueta de diez temas que distribuyen entre cuantas discográficas van encontrando por toda la geografía española sin que ninguna de ellas muestre interés en ofrecerles una oportunidad. Ante este rechazo se plantean la posibilidad incluso de disolverse, pero es entonces cuando reciben la llamada del productor Paco Martín que por aquellos entonces acababa de crear la discográfica Twins con la que firman su primer contrato.

#### Salida de emergencia
A principios de 1989 graban en una semana y media su primer álbum: Salida de emergencia; un álbum compuesto exclusivamente por canciones instrumentales y del que con el tiempo llegaron a venderse 60.000 ejemplares.

#### Gente impresentable
A comienzos de 1990 la banda graba su segundo disco, Gente impresentable, en el cual por primera vez incluyen letra en sus canciones y además empiezan a fusionar otros estilos con la música celta que hasta entonces habían practicado tales como el rap el reagge o el heavy metal. En este trabajo participa por última vez el violinista Luis M. de Tejada (en dos temas) para participar en el resto de temas el nuevo violinista llamado Alberto García. Paralelamente, Paco Martín vende su sello Twins a la multinacional DRO que automáticamente se vuelca en la promoción de Celtas Cortos. El disco alcanza a un público masivo llegando a vender más de 180.000 ejemplares y colocando varios sencillos en los primeros lugares de las radiofórmulas. Todo ello supuso que el grupo recibiera multitud de ofertas para ofrecer en directo su espectáculo por toda España, llegando a celebrar más de 100 conciertos durante ese año.

### Su segunda discográfica: DRO

#### Cuéntame un cuento
En la primera quincena de marzo de 1991 graban su tercer disco, Cuéntame un cuento, que se publicó en noviembre de ese mismo año ya bajo el sello multinacional DRO. El disco, en el que las canciones con letra ganan cada vez más terreno a las instrumentales con 8 de los 13 temas incluyendo texto, vuelve a ser un éxito de ventas superando los 300.000 ejemplares vendidos. Éxitos como "20 de abril" o "Cuéntame un cuento " hacen que la popularidad de la banda sea cada vez mayor. En 1991 ofrecen 126 conciertos que llegan a 140 en 1992, algunos de ellos multitudinarios como el que dieron en la Expo de Sevilla o los de las Ventas ante más de 25 000 personas o las fiestas de la Mercé en Barcelona ante más de 63.000.
En 1992 un desafortunado accidente doméstico que sufre el violinista Alberto García en el antebrazo derecho hace que este comience a tocar con asiduidad el trombón lo que a su vez supone que los instrumentos de viento ganen protagonismo en el repertorio de la formación.

#### Tranquilo majete
El cuarto disco de Celtas Cortos, Tranquilo majete, fue grabado en los estudios Parkgate de Sussex y lanzado al mercado a comienzos de 1993 conteniendo 9 temas con letra y cuatro exclusivamente instrumentales. El estilo de este álbum da un giro hacia un sonido mucho más roquero y duro que en trabajos anteriores. Además a partir de entonces, la banda trasciende las fronteras de España comenzando a tocar asiduamente en Francia y Alemania. Tras la extensa gira que realiza el grupo tras la publicación de este disco, César Cuenca abandona el grupo. Según cuenta Carlos Soto, César Cuenca era el marido de la contable del grupo y hubo discrepancias con ella.
El éxito en estos países le lleva a lanzar exclusivamente para los mismos el recopilatorio ¡Vamos! que, entre otros temas, incluía una versión de "Cuéntame un cuento" junto con Willy de Ville.

### Proyectos paralelos
En 1995 Jesús Cifuentes emprende un proyecto paralelo que se llamó El Caimán Verde bajo el que publicó un disco homónimo. Se trataba de un trabajo en el que el rock predominaba fundamentalmente y que contó entre otros con las colaboraciones de Fermín Muguruza y del guitarrista Jesús Prieto "Piti". Al mismo tiempo, Nacho Martín también se decide a sacar un disco en solitario. Se tituló La Noche de las once lunas y estaba compuesto exclusivamente por canciones instrumentales.

### Inestabilidad

#### En estos días inciertos
En 1996 publican En estos días inciertos, en el que la fusión de la música celta sigue cediendo terreno a estilos como el rock, el pop o el ska en un disco donde las letras reivindicativas y de denuncia social prevalecen sobre el resto. La gira posterior a la publicación de este disco hizo que Celtas Cortos fuera la banda que más conciertos ofreció en territorio español en 1996. Tras esta gira, en 1997 Nacho Martín abandona el grupo alegando motivos de cansancio por la dinámica tan agotadora del grupo

#### Nos vemos en los bares
En 1997 se publica el primer disco en directo de la banda, Nos vemos en los bares, formado por 25 canciones grabadas en las actuaciones que la banda ofreció durante los días 6 y 7 de febrero en Valladolid y en las que contaron con la colaboración de artistas como Rosendo; Jota de Ixo Rai!; Taba, de Ke no Falte; el grupo italiano Nomadi, y la banda bretona Le Bagad de Kimperlé. Además, en esta época se incorpora a la banda uno de los músicos que pasarían a ser uno de sus habituales, el guitarrista José Sendino.

#### El Alquimista Loco
En 1998 la formación acepta la oferta de la Junta de Castilla y León para realizar una gira de conciertos por pequeños teatros de la Comunidad. El proyecto, totalmente instrumental, denominado El Alquimista Loco y en el que no participa Jesús Cifuentes en ninguna medida, se convierte en un éxito y finalmente incluso se lanza al mercado un disco homónimo. Debido al éxito, se realiza una gira por ciudades de España y Francia. 

#### Tienes la puerta abierta
En 1999 se publica un nuevo disco de la banda, denominado Tienes la puerta abierta, el cual contiene sonidos más electrónicos y menos celtas. Es el último trabajo de estudio en el que participa Jesús Cifuentes antes de abandonar el grupo de manera temporal, para crear otra banda llamada Cifu y La Calaña Sound. Sin embargo, antes de abandonar la banda, el grupo publica un nuevo recopilatorio titulado Grandes éxitos, pequeños regalos, publicado en 2001, que contiene éxitos y material inédito, dando lugar a un total de 34 temas divididos en dos volúmenes, además de un DVD en el que se repasa la trayectoria de Celtas Cortos en sus 12 años de vida. Tras la gira correspondiente a este nuevo recopilatorio, realizada en 2002, Jesús Cifuentes y José Sendino abandonan la formación.
La marcha de Jesús Cifuentes y José Sendino supone el punto de giro definitivo después de los anteriores abandonos de César Cuenca y Nacho Martín. 

#### C'est la vie
En 2003, la banda graba el disco C'est la vie, tras haber incorporado a Antuán Muñoz como nuevo vocalista de la formación y a Luis Oscar Medina y Jesús González como nuevos guitarristas.
A comienzos de 2004, tiempo después de que C'est la vie se haya publicado, Carlos Soto (flauta y saxo) abandona el grupo para crear Awen Magic Land, su nuevo proyecto junto a María Desbordes.

### Estabilidad

#### 20 soplando versos
A inicios de 2006 Jesús Cifuentes y José Sendino vuelven al grupo tras la salida de Antuán Muñoz y otros músicos que participaron en el anterior trabajo. De nuevo, comienzan a ensayar y a preparar su siguiente disco en el que se incluyen varias canciones antiguas a modo de recopilación y algunas nuevas, entre ellas su éxito Hay que volver, cuando se cumplieron 20 años de su fundación. Este disco se denomina 20 soplando versos. Se publica de dos maneras: edición de un único CD y edición de doble CD + DVD (contiene entrevistas y actuaciones de TVE).
Tras lanzar este álbum recopilatorio, el grupo se embarca en una gira a lo largo de toda España y parte de Hispanoamérica que dura 2 años y medio. En los últimos conciertos de la gira comienzan a introducir algunos de los temas que saldrán más adelante publicados en su siguiente álbum, titulado 40 de abril, llegando a tocar en algunos conciertos hasta 6 temas de este nuevo disco con el objeto de ver la acogida del público ante ellos.

#### 40 de abril
El 2 de septiembre de 2008 publican su nuevo álbum, titulado 40 de abril, primer disco completamente inédito de la banda tras la vuelta a la misma de Jesús Cifuentes y José Sendino en 2006. En este momento, renuevan la página web oficial del grupo, para mantener un contacto más directo con los seguidores, a través de una red social denominada “Gente distinta”. Entre los éxitos de este nuevo trabajo, destacan Retales de una vida y Tú eres el mejor (de esta última canción realizaron un videoclip convencional y otro grabado con la asociación ADANO)

#### Introversiones
El 31 de agosto de 2010 publican un nuevo álbum, titulado Introversiones, versionando canciones de otros grupos, las cuales reconocen que fueron importantes por influenciarles a lo largo de su carrera musical. De este modo, traducen al español la mayoría de las canciones que versionan, dándoles su propio estilo, aunque sin alejarse demasiado de la canción original. La gira que realizaron para promocionar este nuevo álbum, se realizó tanto en teatros como en otro tipo de recintos más convencionales. Durante esta gira grabaron el material necesario para lanzar al mercado su segundo álbum en directo, titulado Vivos y directos.

#### Contratiempos
El 16 de septiembre de 2014 lanzaron el disco Contratiempos. Un mes antes, en agosto, lanzaron el primer sencillo con videoclip titulado "Salieron las estrellas". El grupo indica que la gira posterior al lanzamiento de este nuevo álbum es especial, ya que contará con la participación de bandas de los conservatorios y escuelas de cada localidad donde toquen un concierto. Además de ello, publican a través de las redes sociales que diferentes grupos de música pueden postularse como posibles acompañantes en el concierto del 12 de octubre en Madrid, enviando sus propias versiones de Otoño en Battle y otras dos a elegir entre Días de Colores, Cálida Trinchera, Decir Sí, ¿Y después qué? y Un sinvivir.
El 23 de abril de 2015, participan en el festival de Villalar de los Comuneros, junto con otros grupos musicales. De manera puntual participa Carlos Soto en el tema La senda del tiempo, lo cual supone el reencuentro del músico con sus excompañeros, después de haber abandonado el grupo 11 años atrás.
El 17 de julio de 2015, anuncia el Ayuntamiento de Valladolid que el grupo será el encargado de dar el pregón de las fiestas patronales de la Virgen de San Lorenzo, en las que también actuarán.
En los conciertos posteriores a la publicación de este disco, se nota la ausencia de Óscar García "Vinagre", el cual abandona el grupo por problemas de salud.

#### In Crescendo
En 2016, con motivo del 30 aniversario de la creación de la banda, el grupo ofrece un concierto el día 12 de febrero en el Auditorio Príncipe Felipe (Oviedo) junto a la OSPA (Orquesta Sinfónica del Principado de Asturias), ante 1.400 personas, en el que interpretan canciones de sus 30 años de carrera junto con otras pertenecientes a su último disco de estudio. Las ganancias cosechadas con este concierto a través de la venta de entradas y el correspondiente lanzamiento musical denominado In Crescendo (CD y DVD), se donaron al Orfanato de Katmandú Orchid Garden en Nepal, donde viven niños afectados por un terremoto.

#### Energía Positiva
Desde el 13 de abril de 2018 la calle frente al Instituto donde nació el grupo, en el barrio de Las Delicias de Valladolid, lleva su nombre.
El 20 de abril inauguran de manera oficial su calle y sale a la luz el primer sencillo del nuevo disco Silencio. Más adelante, lanzan una nueva versión de dicha canción, en apoyo al Orgullo LGTB.
El 14 de septiembre de 2018 sale publicado el nuevo álbum Energía Positiva.
A principios de 2021 se anuncia que el grupo publicará un nuevo disco en otoño de 2021. Sin embargo, este disco de estudio se lanza en 2024. Desde 2021, se van lanzando algunos sencillos que aparecen en el citado disco de estudio, titulado El mundo del revés.

#### El mundo del revés
El 19 de abril de 2024 el grupo anunció en su Web la publicación del disco en estudio El mundo del revés. Este álbum solo se puede comprar en la web oficial del grupo y en los puestos de venta de sus conciertos. En esta producción la banda cuenta con la participación de la Orquesta de Cámara Virtuós Mediterrani de Alicante en 5 temas del disco, con arreglos orquestales de Gerardo Estrada Martínez.

## Componentes

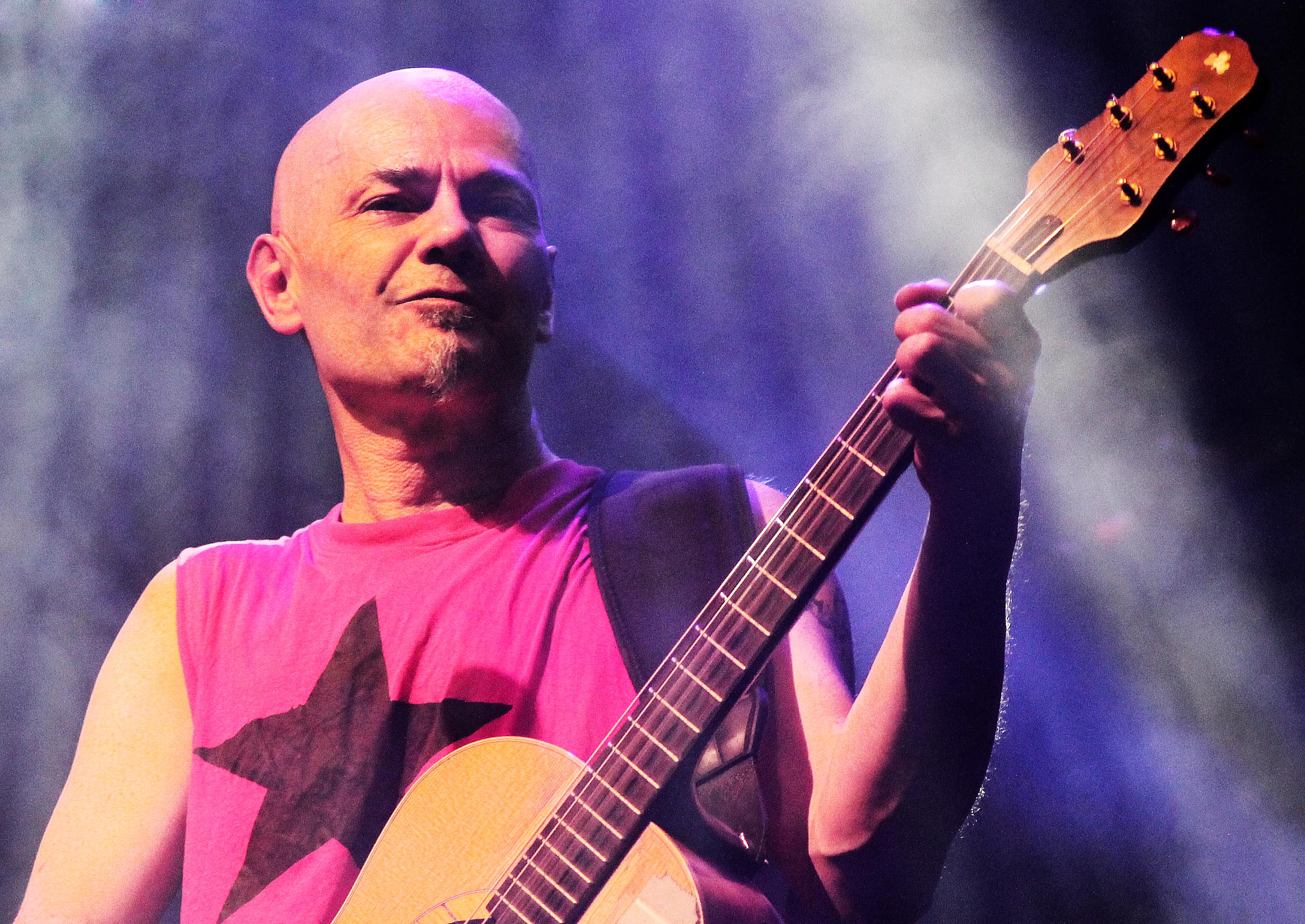
Jesús Cifuentes, vocalista del grupo

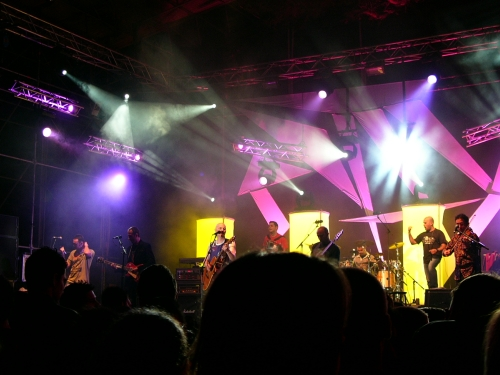
El grupo en un concierto en 2007 en Teulada

Celtas Cortos ha tenido muchos y a veces cambiantes miembros. 
Los ocho miembros originales de Salida de emergencia, en 1989, eran:
- Jesús H. Cifuentes: Guitarra y voz.
- Nacho Castro: Batería y otras percusiones.
- Carlos Soto: Flauta travesera, whistle y gaita.
- Goyo Yeves: Whistle, flautas de pico, flautas de vara y saxo.
- Nacho Martín: Teclados.
- Luis M. de Tejada: Violín.
- Óscar García "Vinagre": Bajo.
- César Cuenca: Guitarras eléctricas y acústicas.

De los miembros originales, solo quedan dos en la actualidad:
- Jesús Cifuentes (voz solista y guitarra).
- Goyo Yeves (saxo y whistles).

La formación actual la completan otros cinco músicos:
- Alberto García (violín y trombón). Incorporado en 1990.
- José Sendino (guitarra). Incorporado en 1997.
- Diego Martín (batería). Incorporado en 2006.
- Antón Davila (gaita). Incorporado en 2004.
- Chuchi Marcos (Bajo). Incorporado en 2013.

## Discografía
A lo largo de los años, el grupo ha publicado numerosos álbumes de estudio, recopilatorios, sencillos… en diferentes formatos, según las tendencias de cada momento. Por ello, a continuación se muestra todo el material publicado por la banda, teniendo en cuenta varios aspectos.
- Los sencillos corresponden a lanzamientos que se pudieron comprar en el momento de su publicación, en formato físico o digital (iTunes) o adquirir al ser un sencillo promocional.
- Los videoclips corresponden a videos editados bajo el fin de promocionar canciones concretas, que no en todos los casos fueron editadas como sencillos.

| - 1989 - Salida de emergencia - 1990 - Gente impresentable - 1991 - Cuéntame un cuento - 1993 - Tranquilo majete - 1996 - En estos días inciertos - 1998 - El alquimista loco - 1999 - Tienes la puerta abierta - 2003 - C'est la vie - 2008 - 40 de abril - 2010 - Introversiones - 2014 - Contratiempos - 2018 - Energía Positiva - 2024 - El mundo del revés - 1995 - ¡Vamos! - 1999 - The best of - 2001 - Grandes éxitos, pequeños regalos - 2002 - Gente distinta - 2006 - 20 soplando versos - 2019 - Solo recuerdo lo bueno, de lo malo nada - 2003 - Colección - 2014 - Original Album Series - 1997 - Nos vemos en los bares - 2012 - Vivos y directos - 2016 - In Crescendo - 1988 - Así es como suena: folk joven (denominado como disco cero por los propios miembros de la banda) - 2004 - Celtificado (álbum no oficial) | - Alabama's (1989) - Salida de emergencia (1989) - Haz turismo (1990) - Gente impresentable (1990) - Si no me veo no me creo (1990) - La senda del tiempo (1990) - ¿Qué voy a hacer yo? (1990) - 20 de abril (1991) - Cuéntame un cuento (1991) - El ritmo del mar (1991) - Trágame tierra (1992) - ¡¡Ya está bien!! (1992) - Tranquilo majete (1993) - Lluvia en soledad (1993) - Romance de Rosabella y Domingo (1993) - Madera de colleja (1994) - Carta a Rigoberta Menchú (1994) - Cuéntame un cuento (feat. Willy Deville) (1995) - El emigrante (1996) - No nos podrán parar (1996) - Cálida trinchera (1996) - En estos días inciertos (1996) - Siempre tarde (1996) - Blues del rosario (directo) (1997) - ¿Qué voy a hacer yo? (directo) (1997) - 20 de abril (directo) (1997) - Haz turismo (directo) (1997) - Vasos rotos (1998) - Todo es ponerse (1999) - Pajarico (1999) - Gente distinta (1999) - A saber (1999) - Cuéntame un cuento (2001) - C´est la vie (2002) - Baila (2003) - Hay que volver (2006) - Retales de una vida (2008) (iTunes) - Retales de una vida (con María Toledo) (2008) - Canciones sin medida (2008) (iTunes) - Retales de una vida Remezclas EP (2009) (iTunes) - Blues del pescador (Fisherman's Blues) (2010) (iTunes) - Días de colores (versión 2012) (2012) (iTunes) - Salieron las estrellas (2014) (iTunes) - Retales de una vida (en directo) (2016) (iTunes) - 20 de Abril (en directo) (2016) (iTunes) - Silencio (2018) - Energía positiva (2018) - Los dibujos de las nubes (2018) - Fui las nubes (2023) | - Qué voy a hacer yo? (Directo) - Haz turismo (Directo) - Gente impresentable (Directo) - La senda del tiempo (Directo) - Cuéntame un cuento - El ritmo del mar - 20 de Abril (Directo) - Tranquilo majete - Madera de colleja - Romance de Rosabella y Domingo - No nos podrán parar - El emigrante - Gente distinta - A saber - Pajarico - C'est la vie - Hay que volver - Por ser de Valladolid - Retales de una vida - Retales de una vida (con Maria Toledo) - Tú eres el mejor - Tú eres el mejor (con ADANO) - Amor al vino - Blues del pescador - Vida gris - Vamos Eileen - Fiesta - Días de colores (Versión 2012) - Salieron las estrellas - Silencio - Energía positiva - Los dibujos de las nubes - Cada día - Cada día (Versión campaña Tu cuentas ¿me cuentas?) - Tesoros perdidos - 20 de Abril - Adiós presidente - El dolor que llevo aquí - Mañana sale el sol - Escondido - Que bailen los diablos - Fui las nubes - El mundo del revés - Solo ante el peligro |